# Pericyma pallidior
Pericyma pallidior là một loài bướm đêm trong họ Erebidae.